# Löwenturm

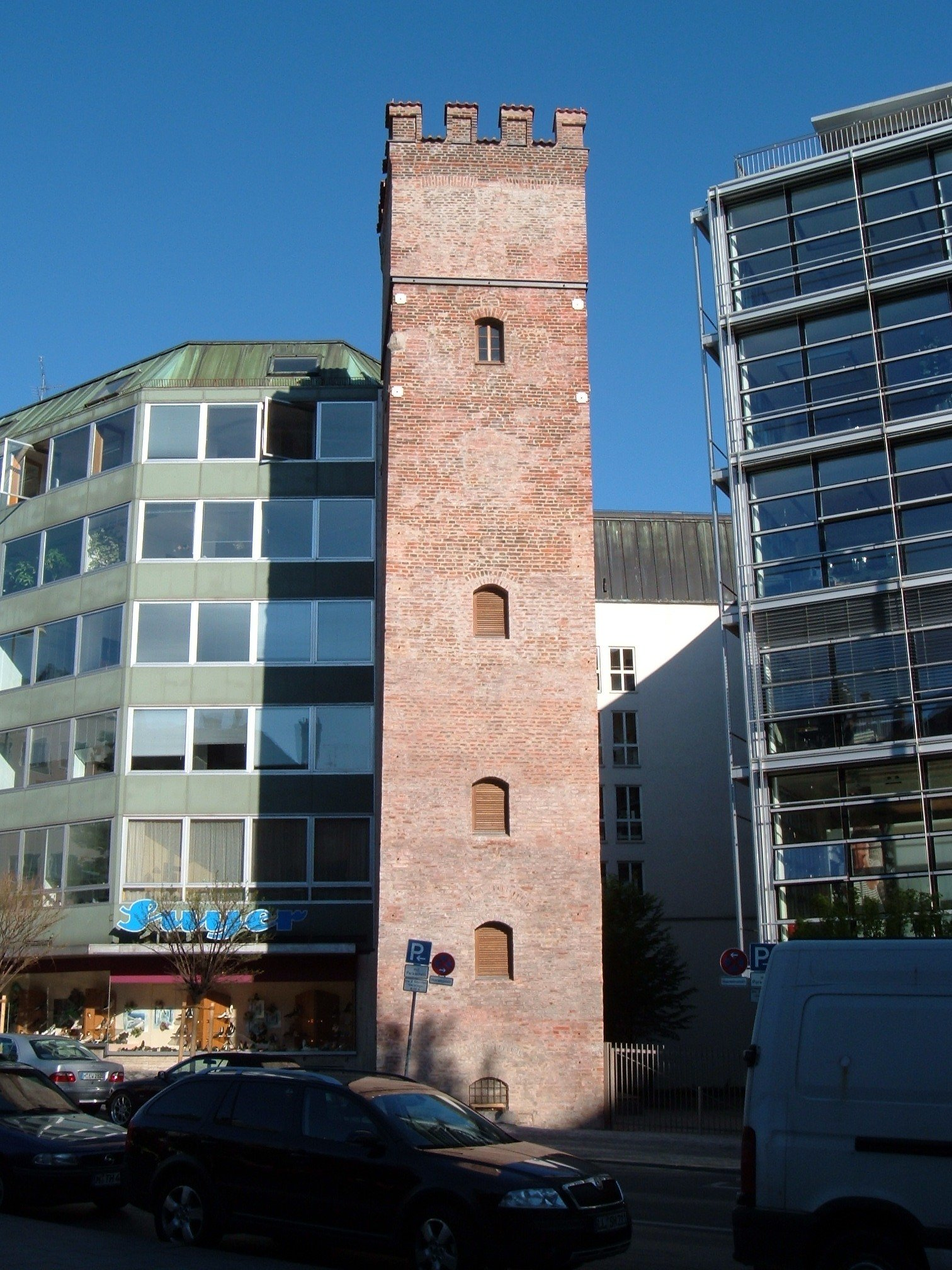
Der Löwenturm

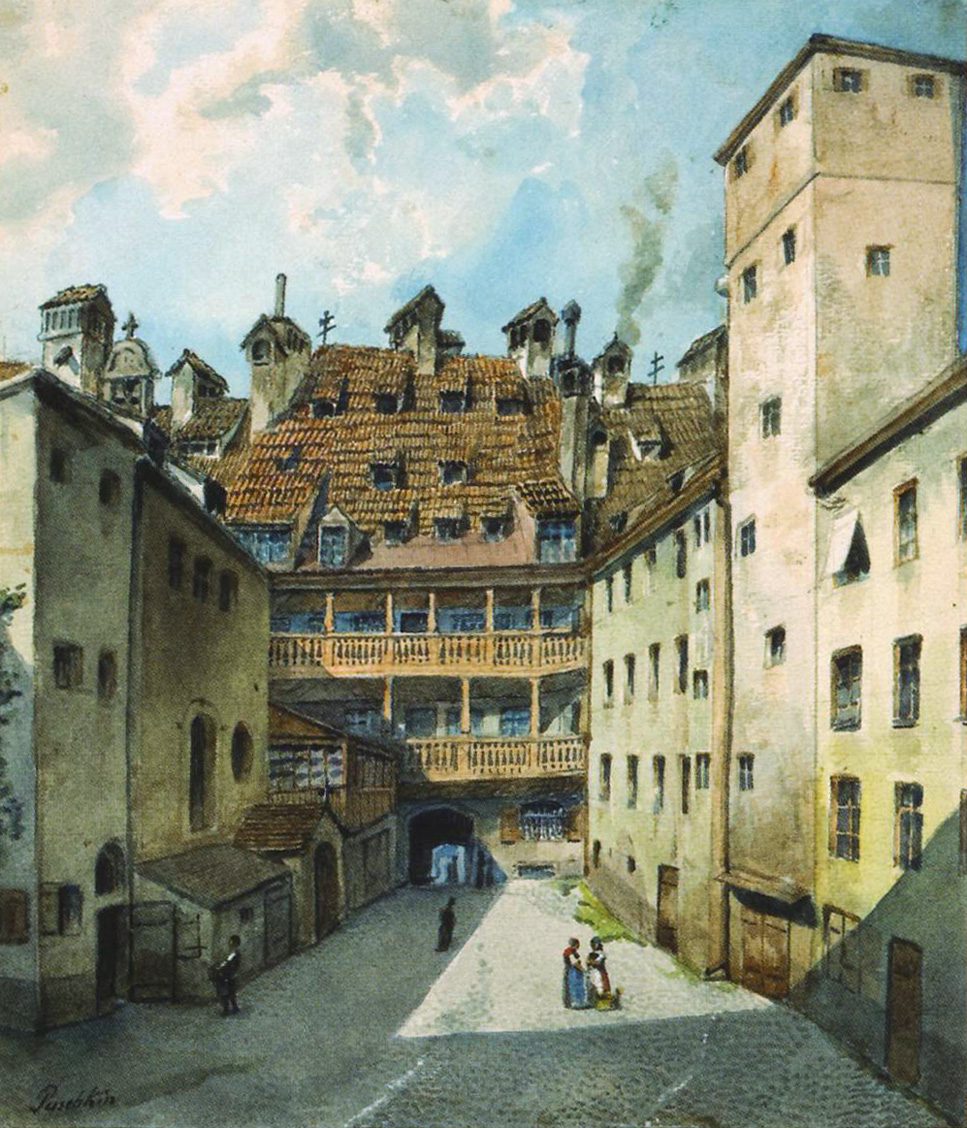
Der Löwenturm Ende des 19. Jahrhunderts, Gemälde von Joseph Puschkin

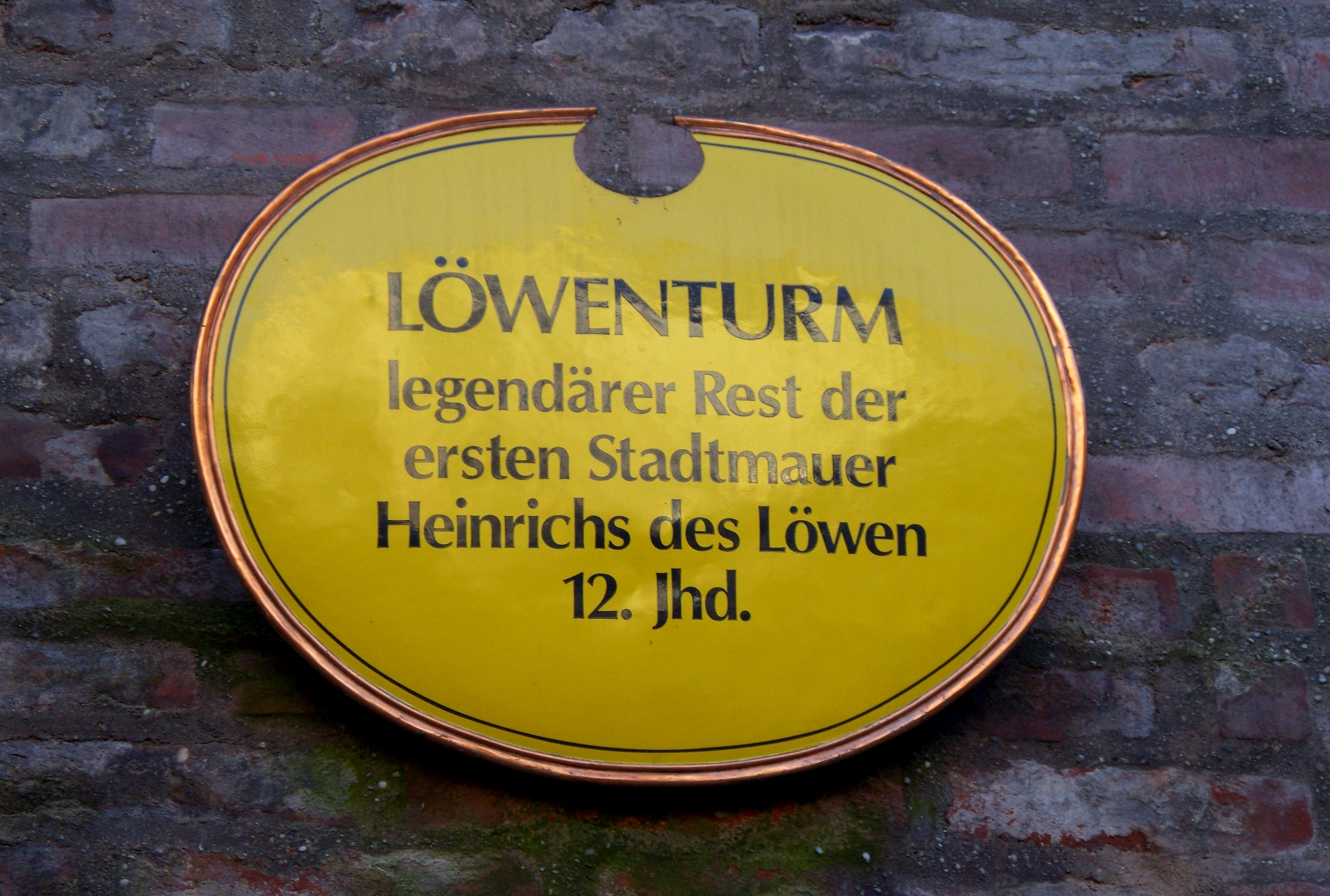
Infotafel

Der Löwenturm am Rindermarkt in der Altstadt Münchens ist ein ca. 25 Meter hoher siebenstöckiger Backsteinturm aus dem 14. Jahrhundert. Er steht unter Denkmalschutz.

## Geschichte
Der Baubeginn des Löwenturms wird nach heutigem Forschungsstand auf das 14. Jahrhundert datiert. Sein heutiger Zustand weist zahlreiche spätere Veränderungen und Umbauten auf, die Rückschlüsse über den ursprünglichen Erbauungszweck erschweren.
Die historische Funktion des Turms ist nicht sicher geklärt. Die namengebende frühere Vermutung, dass er ursprünglich ein Teil der auf den Stadtgründer Heinrich der Löwe zurückgehenden ersten Münchner Stadtbefestigung war, scheint dadurch widerlegt, dass von Gebäuden überbaute Reste der ältesten Stadtmauer ca. 15 m nördlich des Turmes gefunden wurden und der Turm in alten Plänen direkt über dem Münchner Stadtgrabenbach stehend eingezeichnet ist, der ca. 10–15 m vor der Stadtmauer verlief.
Die Positionierung des Löwenturms unmittelbar über dem früheren Angerbach ist mittlerweile archäologisch gesichert, seine ursprüngliche Funktion hingegen nicht. Vermutungen, dass der Turm im Zusammenhang mit einer Stauanlage des Stadtgrabenbachs gestanden hat, konnten bislang nicht bewiesen werden, da sich im Untergeschoss des Turmes keine konstruktiven Hinweise für das vormalige Vorhandensein einer Stau- oder Wehranlage fanden. Dass der Turm auch als Toilettenanlage genutzt wurde, ist insofern wahrscheinlich, als der frühere Stadtbach nachweislich vor allem der "Wasserentsorgung, nicht der -Versorgung" diente. Ein Aquarell von Josef Puschkin aus dem Jahr 1891 zeigt den Löwenturm mit umgebenden Gebäuden, deren Aborterker ebenfalls in den Stadtbach entsorgen. Vor diesem Hintergrund muss die Interpretation des Löwenturms durch Biller/Rasp als "Bewässerungsanlage eines ehemaligen Vorstadtgartens" ebenfalls als überholt gelten.
Die qualitativ hochwertige Ausmalung der Turmobergeschosse spricht dafür, dass diese zumindest ab der Wende vom 15. zum 16. Jahrhundert repräsentativen Zwecken der Eigentümer dienten. Der Turm könnte so Teil einer repräsentativen Hofanlage als Sitz einer Familie des Stadtadels oder Patriziats gewesen sein. Aus dem 15. Jahrhundert sind zahlreiche Vergleichsbeispiele bekannt, z. B. aus Köln.
Nach der Zerstörung der beidseitigen Anschlussbebauung im Zweiten Weltkrieg blieb er allein als beschädigter Turm stehen. Seit dem Abriss eines benachbarten Gebäudes steht der Turm nun frei. Wegen Baufälligkeit wurde er 2006–2007 umfassend saniert.

## Beschreibung
Der Rohbacksteinbau mit neugotischen Zinnen verfügt weder über Türen noch Treppenhaus. Früher war der Zugang zu den einzelnen Geschossen nur über die benachbarten Gebäude möglich. Das Innere bleibt daher für die Öffentlichkeit weiter unzugänglich.
Der Turm überspannt den aufgelassenen Angerbach mit einem Tonnengewölbe, das Erdgeschoss sowie die Obergeschosse 1 bis 3 sind jeweils mit einem Kreuzgewölbe überspannt, während die Obergeschosse 4 bis 5 Holzbalkendecken aufweisen. Die den Turm bekrönenden Zinnen sind eine Zutat aus dem Jahr 1895, die offenbar den Zustand des Turms zum Ende des 16. Jahrhunderts rekonstruieren, wie ihn Jakob Sandtner in seinem Stadtmodell Münchens von 1570–72 dargestellt hat.
Vor allem im 4. Obergeschoss sind Reste einer repräsentativen Ausmalung in Schablonentechnik aus dem 15. Jahrhundert erhalten. Das wiederkehrende Motiv eines Greifen mit ausgebreiteten Schwingen auf einem Hügel, bekrönt von einem Schriftband und flankiert von floralen Ornamenten gab dem Raum die Bezeichnung "Greifenzimmer". Daneben finden sich unter anderem die Wappen der Münchener Familien Pötschner und Fröschl, die auch als Stifter eines Altarretabels von 1477 in der Münchner Pfarrkirche St. Peter dargestellt sind.